# Albert Cohen (producteur)
Pour les articles homonymes, voir Cohen.
Ne pas doit être confondu avec Albert Cohen (1895-1981), écrivain suisse.
 (avril 2017).
Albert Cohen est un producteur français de documentaires, de films pour le cinéma et la télévision et de comédies musicales.

## Biographie
Cofondateur, en 1981, de Radio Nostalgie, il assure la direction générale de la station locale lyonnaise et procède, dès 1984, à son développement national. En 1986, Radio Nostalgie représente un réseau de plus de 180 stations locales et poursuit son développement à l’international. 
À partir de 1990, Albert Cohen poursuit sa carrière dans la production de documentaires, de films pour le cinéma et la télévision. 
Fin 1998, il est à l'origine de l'idée du spectacle musical Les Dix Commandements, qu'il produit avec Dove Attia.
Par la suite, il coproduit, toujours avec Dove Attia, d'autres spectacles musicaux tels qu'Autant en emporte le vent, Le Roi Soleil et Mozart, l'opéra rock. En 2011, le même duo produit 1789 : Les Amants de la Bastille.
En septembre 2014, il produit seul Mistinguett, reine des années folles au Casino de Paris.
En 2016, il poursuit ses productions solo avec Le Rouge et le Noir au Palace.
Fin 2023, il renoue avec son premier succès, Les Dix Commandements : il produit le revival dirigé par Pascal Obispo, assurant qu'il s'agit là d'« un spectacle nouveau ». A l'annonce de cette nouvelle mouture, Élie Chouraqui (le metteur en scène de la version 2000) porte plainte contre l'équipe, estimant qu'il s'agit de « contrefaçon de droits d'auteur, contrefaçon de marque, parasitisme et concurrence déloyale ». La justice tranche en faveur de Cohen et son équipe en janvier 2024 : Chouraqui doit payer 10 000 euros à la société de production d'Obispo pour « dommages et intérêts en réparation des actes de dénigrement » et 30 000 euros de frais de procédure à Cohen, ainsi qu'aux paroliers Lionel Florence et Patrice Guirao.

## Liste de ses productions musicales
- Les Dix Commandements (2000-)
- Autant en emporte le vent (2003-2004)
- Le Roi Soleil (2005-2007)
- Dothy et le Magicien d’Oz (2009)
- Mozart, l'opéra rock (2009-2011)
- 1789 : Les Amants de la Bastille (2012-2014)[9]
- Mistinguett, reine des années folles (2014-2016)[3]
- Le Rouge et le Noir (2016-2017)[4]
- Les 10 Commandements : L'envie d'aimer (2024-)